# Louis-Antoine-Maurice Bresson
 (mars 2023).
Pour les articles homonymes, voir Bresson.
Louis-Antoine-Maurice Bresson, né le 2 mai 1817 à la Croix-Rousse et mort dans le 2e arrondissement de Lyon le 27 avril 1893, est un architecte français. Il jouera un rôle majeur dans l'histoire architecturale française du XIXe siècle. Ses œuvres sont très importantes à Lyon et dans les régions voisines. Il fut membre de la Société académique d'architecture de Lyon, de la Société de topographie historique, de l'Académie des sciences, belles-lettres et arts de Lyon devant laquelle il prononça lors de sa réception un discours sur l’architecture religieuse du IVe siècle av. J.-C. au XIIIe siècle ou encore de la société des Numismates de France. L’architecte construisit des immeubles de rapport, il édifia ou restaura des châteaux et des lieux de culte en associant modernité et tradition. Le catalogue de ses travaux répertorie une douzaine d’églises, une dizaine de chapelles, plus d’une vingtaine de collège et couvents, dix-huit châteaux construits ou restaurés par ses soins, une vingtaine de maisons et hôtels à Lyon.

## Biographie
Louis Bresson est né le 2 mai 1817 à Lyon quartier de La Croix-Rousse. Il est issu d’une famille modeste et son père fut également architecte. Il commença ses études d’architecture à l'École impériale des Beaux-arts de Lyon avec la direction de Chenavard. Ensuite, il se rendit à Paris où il travailla dans un atelier nommé « L'atelier Lebas » puis en 1842 il fut reçu à l’École des Beaux-Arts. Sa mère, veuve, fit de lourds sacrifices pour lui permettre de poursuivre son éducation artistique. Néanmoins, il sut faire hommage à cela en s'y montrant digne, sérieux et travailleur. Bresson ne travailla pas uniquement dans l’art, il donna des cours de mathématiques à des camarades ayant plus de moyens financiers que lui pour augmenter son budget jugé beaucoup trop modeste. Des rumeurs ont prétendu qu’il lavait son linge dans le fleuve de la Seine pour économiser. Durant son séjour à Paris, il connut deux architectes lyonnais : Bossan et Louvier. Ils entretinrent de très bonnes relations  jusqu’à la mort de ces derniers. Bossan fut également l’architecte de la basilique Notre-Dame de Fourvière à Lyon. L’artiste travailla beaucoup avec Bossan et en hommage à cette bonne relation et à leurs différents travaux communs, il tint à prononcer au nom de la Société d’Architecture de Lyon le discours d’usage sur la tombe de son collègue en 1888. Il était membre dans la société des numismates de France et possédait une collection de monnaies et de médailles. Ce dernier était heureux de les montrer aux vrais connaisseurs. L’architecte fit également partie de la société des bibliophiles. Sa bibliothèque était fascinante. La sélection de livres comme de gravures a été choisie avec tant de rigueur qu’il arrivait à réunir des ouvrages précieux pour leur rareté. Sous sa direction et par ses conseils, la Société de Topographie historique dont il fut le président publia le grand plan scénographique de Lyon du XVIe siècle. Il était également membre de la société linnéenne bien qu’il ne s’y fit pas remarquer par ses travaux. Il s’intéressa aux choses qui s’y traitaient, aimait les productions de la nature et plantait judicieusement des arbres dans sa propriété d'Écully. Durant un moment l’architecte assista aux séances de la commission consultative des beaux-arts. Ses appréciations et celles de son ancien maître Antoine-Marie Chenavard étaient très recherchées. Bresson quittera par la suite Paris en 1842 âgé de vingt-six ans. Lorsqu’il quitta Paris, et ce jusqu’à sa mort le 27 avril 1893, pendant près d’un siècle il travailla avec beaucoup de dévotion. Son entourage déclara que dès le matin et jusqu’au soir, son bureau, ses chantiers et ses soirées l’occupaient. Excepté des soirées passées dans des réunions de Sociétés savantes où il travaillait une fois de plus. L’artiste passait aussi ses soirées à vendre des livres ou des objets d’art ou encore des visites. Ses nuits étaient donc des nuits de dur labeur. Même par de circonstances douloureuses, les joies de la famille n’ont pu interrompre ce travail acharné. En effet, il perdit très tôt la compagne de sa vie et se réfugia dans les études pour fuir cette profonde douleur. Puis, lorsqu’il vit sa fille mariée enlevée à un de ses élèves qui fut aussi un collègue honoré et respecté et un petit-fils qu’il perdit et en qui il avait placé son goût pour vivre, il se consola dans le travail pour évacuer ses peines et chagrins.  Grâce à son travail de labeur, il parvint à être parmi les premiers de son art. Selon Charles Flachet, ses qualités telles que l’honnêteté et la sincérité contribuèrent à son talent. Son étude approfondie des mathématiques lui permit d’acquérir une rectitude de son jugement. Sa bonne conscience lui permit également d’avoir une sage économie dans les travaux qu’on lui confiait. Ses clients lui restèrent longtemps fidèles car ils reconnaissaient ses honnêtes mains pleines de responsabilités.
Il meurt dans son quartier de la Croix-Rousse dans le 2e arrondissement de Lyon, le 27 avril 1893.

## Dans la vie courante
Toujours d'après Charles Flachet, il est décrit comme  grand, mince avec une démarche légèrement indécise, l’air distrait ou encore abstrait. À première vue, son apparence ne montrait pas son incroyable intelligence. Néanmoins, lorsqu’il regardait son entourage d’un regard profond et limpide qu’abritaient un beau front plein d’ampleur les gens étaient impressionnés. Sa tête est décrite comme quelque chose de sculpturale, son nez était très bien dessiné, sa bouche, fine, son menton orné d’une moustache soulignait harmonieusement l’ovale de son visage. Celui-ci était d’une grande pureté. Ses conversations sont décrites comme très intéressantes et l'architecte possédait une fabuleuse mémoire. Il adorait converser de ce qu’il savait uniquement. Quand au cours de l'échange qui lui plaisait son interlocuteur changeait soudainement de sujet, Bresson devenait tout d’un coup muet et indifférent au sujet méconnu. Cet homme n’était pas comme tout le monde et n’avait naturellement pas les mêmes intérêts que les autres. Il avait des goûts rigoureux et le vide brillant que couvre une discussion mondaine en général écœurait la sincérité de son esprit. Son biographe précisait que « Lyonnais dans l’âme », il aimait tout ce qui intéressait cette ville, ses vieux souvenirs, ses vieux restes, ses vieux monuments. Partisan des améliorations modernes, il aurait voulu concilier les progrès avec le respect des travaux précieux de nos ancêtres. Il siégea quelque temps (1875-1879) à la commission des bibliothèques de Lyon. Les voyages le distrayaient dès qu’il put en faire, mais aussi différentes études qui n’avaient aucun lien avec celles qui faisaient dans l’immédiat. Doté d’un bon sens et de nature patiente, il donnait de bons conseils. Ses élèves se servaient de sa longue expérience. Ils apprenaient près de lui à construire un jugement plus aiguisé qui allait en opposition avec leurs premières impressions. L’enseignant était ferme mais juste et bon à la fois. De plus, en tant que patron il fut aussi apprécié à tel point que ses employés lui vouaient un attachement respectueux durant quarante ans. Il savait faire respecter les règles et la ponctualité avec justesse et savait aussi exprimer ses ordres courtoisement. Simple religieux, ses convictions humbles et solides l’aidèrent à supporter bon nombre de problèmes personnels douloureux.

## Collection Bresson
La collection de Louis Bresson architecte et membre de la société des numismates de France fut commencée par son père également architecte en 1820. Elle peut être divisée en trois sections. La première consistait en une série de numismatique composée de médailles grecques et romaines de grande qualité. La seconde section était consacrée aux beaux-arts : elle comprenait une bibliothèque de très beaux exemplaires d’ouvrages anciens et modernes sur l’architecture depuis Vitruve jusqu’à Viollet-le-Duc et des recueils de gravures d’ornements des XVIe, XVIIe et XVIIIe siècles. Ainsi que d’autres estampes et notamment des portraits. On y remarquait par exemple l’œuvre quasi complète d’Androuet du Cerceau et celles de Jean Lepautre. Presque complète en mille deux cents planches et de Piranèse en vingt volumes. La troisième section était lyonnaise : elle rassemblait les historiens de Lyon, les ouvrages relatifs aux beaux-arts et à l’art monumental, une collection d’almanachs lyonnais en ancienne reliures, une collection quasi-complète des ouvrages historiques et héraldiques du père Ménestrier presque tous également en reliures anciennes. Léon Galle nota à ce propos que Louis Bresson « en homme d’esprit n’a pas sacrifié à cette mode stupide et barbare qui consiste à enlever les vieilles et respectables reliures en veau ou en vélin pour les remplacer par des couvertures en maroquin poli ». Cependant, il se faisait un devoir de faire relier pour les sauvegarder les livres rares dont la reliure détériorée ne pouvait pas être conservée. Il ne collectionna pas les impressions lyonnaises du XVIe siècle, il ne s’intéressa pas non plus aux ouvrages relatifs aux régions voisines de Lyon. Il se préoccupa presque exclusivement de ce qui avait trait à la ville de Lyon elle-même. Sa collection lyonnaise était complétée par un ensemble de plans d’une centaine de pièces, augmenté de vues de la ville et de portraits de personnages lyonnais et par une série de numismatique composée d’un grand nombre de jetons d’échevins, de quelques pièces de la Renaissance et de médailles diverses. Toutes ces pièces étaient remarquables, au dire de Léon Galle, Louis Bresson « ayant toujours aimé à réunir la valeur artistique à la valeur historique dans les objets de sa collection » : « Du reste, il faut bien dire que M. Bresson a formé la plus grande partie de ses collections à une époque où les livres et les objets d’art se trouvaient facilement et en abondance. Ils n’étaient recherchés que par l’élite des artistes, des savants, des curieux ».

## Architecture de Bresson
Après ses études d'architecture à Paris, où il fit la rencontre d'un de ses futurs maîtres, Pierre Bossan, il revint à Lyon pour appliquer ce qu'il a appris. Bresson travaille énormément, et ce de manière honnête et consciencieuse. C'est ce même travail qui lui permet d'être l'un des premiers dans son art. La liste de ses œuvres est nombreuse, et à la fois très variée. Il réalise un travail toujours raisonnable, adapté selon les besoins, qui est plus ou moins riche selon les ressources dont il dispose. Sa qualité d'architecte est de savoir disposer et ordonner l'ensemble d'un édifice, de façon à permettre l'agrément, la santé et l'utilité de ceux qui y vivent, ou du moins, l'utilisent. Philibert Delorme prône ainsi cette vision de l'architecture dans son ouvrage L'architecture, sorti en 1576 : « Il vaudrait trop mieux à l'architecte, selon mon avis, faillir aux ornements des colonnes, aux mesures et façades, qu'en ces belles règles de nature, qui concernent la commodité, l'usage et profit des habitants, et non la décoration, beauté ou enrichissement des logis ». Et même si l'architecte accorde une place d'honneur aux plans des édifices, il ne néglige pas pour autant l'aspect extérieur ni les ornements de ces derniers. Bresson a fait toute sorte de construction, comme des châteaux, des églises, des chapelles, des maisons, ou encore des collèges.

### Constructions

#### Collèges
Les collèges et couvents de Bresson se distinguent de par leur disposition simple et commode, dont les détails sont subordonnés à l'ensemble. Chaque partie se trouve à l'endroit le plus pratique qu'il soit et l'ordre et la convenance règnent. On peut ainsi citer le collège des Jésuites qui se situe à Avignon, vieux bâtiment, auquel il dut raccorder des constructions neuves.

#### Châteaux

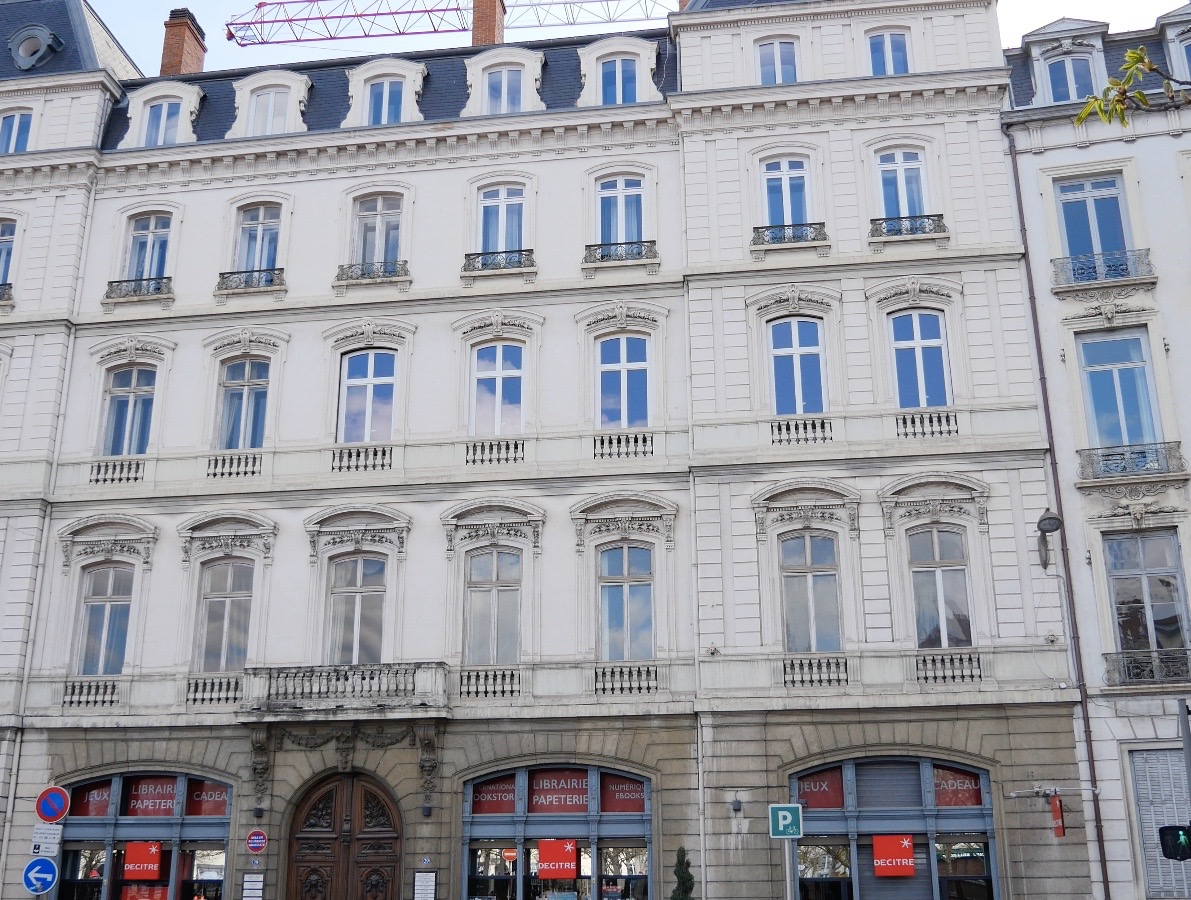
Place Bellecour, n°30 bis (maison de Murard).

Dans son désir de rendre l'habitation agréable et utile, sans pour autant négliger la beauté de l'édifice et les effets décoratifs, nous pouvons également évoquer les châteaux qu'il eut à construire, réparer ou transformer ; dont le château de Bresse-sur-Grosne, dont il a fait la restauration, est une réussite remarquable.

#### Maisons
Louis Bresson applique également son art de joindre l'utile à l'agréable dans les maisons. Il a construit 23 maisons à Lyon. Leur plan est très étudié. On retrouve parmi les plus importantes la maison de Murard, qui comporte dans sa grande cour un grand escalier avec une rampe en belle ferronnerie. Le style de cette maison est inspiré du Moyen-Âge. Il est tout aussi nécessaire de citer la maison de Bonnardel dont le rez-de-chaussée est orné d'une multitude de détails. Cette maison bénéficie d'une influence romane et antique, intimement fondues.

#### Chapelles

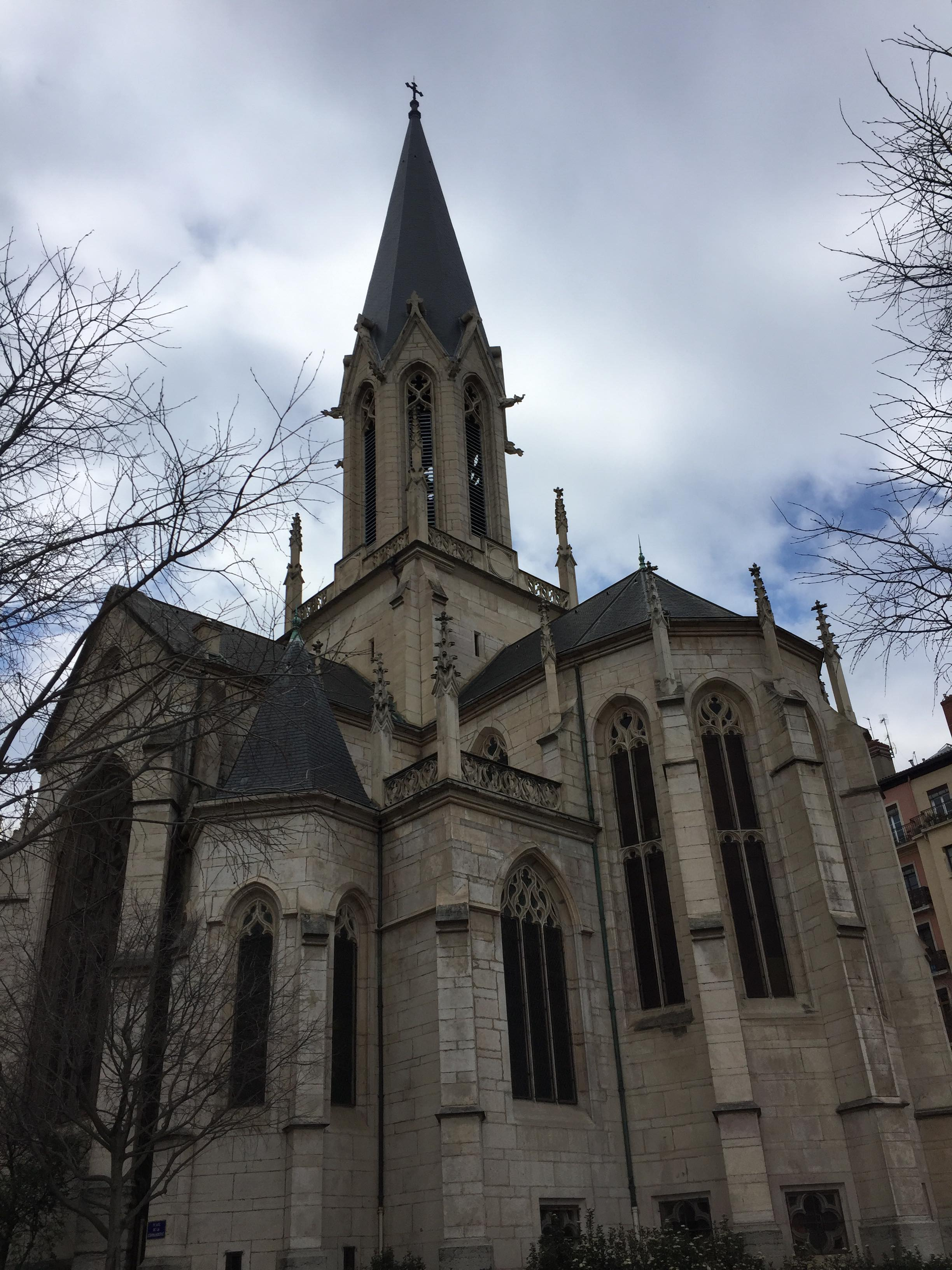
Église Saint-Georges de Lyon.

Il est important de citer, dans l'œuvre de Bresson, la chapelle maison mère des religieuse de Saint-Joseph, rue des Chartreux. Celle ci est un modèle réussi et complet de ce que savait faire l'artiste. Cette chapelle est composée de trois nefs avec de vastes tribunes au-dessus des petites nefs. Les trois absides circulaires qui terminent les trois nefs sont couvertes des peintures de Gabriel Tyr et de Antoine Sublet. L'édifice fait partie intégrante du style roman.

#### Églises
Il est aussi l'auteur ou le collaborateur pour la construction, de nombreuses églises. On compte parmi elles l'une des églises les plus célèbres de Lyon : l'église Saint-Georges, pour laquelle il a été le collaborateur de Pierre Bossan. Bresson a fait les plans du chœur et du clocher. L'église de Saint-Charles de Serin est une œuvre de l'architecte lyonnais, celle ci comporte un mélange de matériaux, procédé souvent utilisé dans certains édifices romains.

#### Usine
L'artiste lyonnais également construit une usine dans la plaine de Vaulx-en-Velin. Il a su, comme il l'a fait pour ses autres constructions, donner à ces bâtiments un aspect pratique et utile.

### Œuvres

#### Églises
- 1865-1869 : église de Saint-Genis-Laval (Rhône) chœur et clocher.
- 1867-1868 : Rillieux (Ain).
- 1867-1873 : Rivollet (Rhône).
- 1876-1880 : Saint-Charles, de Serin à Lyon.
- 1878 : Messimy (Rhône) (en collaboration avec M. Bourbon).
- 1883-1886 : Bonnay (Saône-et-Loire).
- 1890 : Faverges (Isère).
- 1890-1893 : Saint-Clément-sous-Valsonne (Rhône) (en collaboration avec M. Bourbon).
- 1893 : Projet d'une église pour Collonges (Rhône).
- 1842 : Nota : Bresson a prêté sa collaboration à Bossan : pour les églises de la Demi-Lune (près Lyon).
- 1844 : Saint-Georges à Lyon (chœur et clocher).
- 1855 : Bessenay (Rhône)[7].

#### Chapelles
- 1854 : Chapelle des Dames-de-Nazareth à Oullins (Rhône).
- 1856-1860 : Chapelle des Religieuses de Saint-Joseph à Lyon.
- 1860 : Chapelle de la Maison des Pères Maristes à Sainte-Foy-lès-Lyon.
- 1861-1870 : Chapelle des Dominicains à Lyon.
- 1863-1865 : Chapelle du collège de Mongré à Villefranche (Rhône).
- 1864-1866 : Chapelle de l'Institut des Petits-Frères de Marie à Saint-Genis-Laval (Rhône).
- 1866-1869 : Chapelle du Couvent des Religieuses du Sacré-Cœur à Avignon (Vaucluse).
- 1868 : Chapelle du Collège des Pères Jésuites à Avignon (Vaucluse).
- 1868 : Chapelle du Couvent du Sacré-Cœur à Alais (Gard).
- 1893 : Avant-projet de chapelle pour la Maison des Dames du Sacré-Cœur, rue Boissac (Lyon).

#### Collèges et Couvents
- 1850-1892 : Pensionnat et Maison-Mère des Religieuses du Sacré-Cœur aux Chartreux, Lyon.
- 1852-1892 : Collège de Mongré à Villefranche (Rhône).
- 1853-1866 : Maison-Mère de l'Institut des Petits-Frères de Marie à Saint-Genis-Laval (Rhône).
- 1854 : Maison des Pères Jésuites à Fourvière, Lyon : changements, chapelle.
- 1854-1891 : Maison-Mère des Dames de Nazareth à Oullins (Rhône).
- 1855 : Maison des Ursulines à Villefranche (Rhône).
- 1856-1862 : Maison-Mère des Religieuses de Saint-Joseph à Lyon.
- 1858 : Maison-Mère des Pères Maristes à Sainte-Foy-lès-Lyon.
- 1860 : Collège des Pères Maristes à Montluçon (Allier).
- 1861-1870 : Restauration du couvent des Dominicains à Lyon.
- 1863-1866 : Annexes importantes à l'Institution de Notre-Dame des Minimes à Lyon.
- 1863-1868 : Collège des Pères Jésuites à Avignon (Vaucluse).
- 1864-1865 : Couvent des Religieuses du Sacré-Cœur à Grandris (Rhône).
- 1864-1865 : Couvent des Religieuses du Sacré-Cœur à Alais (Gard).
- 1873-1877 : Collège des Pères Maristes à Saint-Chamond (Loire).
- 1876 : Bâtiment des Écoles pour l'externat des Pères Jésuites, rue Sainte-Hélène.
- 1878 : Pensionnat des Religieuses de Saint-Joseph à Valbenoite (Loire).
- 1883-1884 : Couvent des Carmélites à Ecully.
- 1885-1891 : Maison des Petites-Sœurs des Pauvres à Vaise, Lyon.
- 1887-1888 : Maison des Sœurs de l'Œuvre de la Marmite, rue Saint-Joseph, Lyon.
- 1891-1893 : École libre à Saint-Galier (Loire).
- 1892 : Maison des Petites-Sœurs des Pauvres à Aix (Bouches-du-Rhône).
- 1892 : Couvent des Pères Oblats à la Guillotière, Lyon.

et autres couvents dans le Rhône, la Loire et l'Isère.

#### Châteaux construits ou restaurés
- 1852 : Château de Grosbois à Ouroux (Rhône)
- 1855 : Dommartin (Rhône)
- 1857 : Bresse-sur-Grôsne (Saône-et-Loire)
- 1860 : Lacarelle à Ouroux (Rhône)
- 1861 : Saint-Romain au mont d'Or
- 1875 : Chassignol (Saône-et-Loire)
- 1876 : Saint-Bonnet-les-Oules (Loire)
- 1877 : Montcarra (Isère)
- 1879 : Bellegarde (Loire)
- 1890 : Faverges (Isère)
- des Plaines (Loire)
- de Sercey (Saône-et-Loire)
- d'Azé (Saône-et-Loire)
- Château de Magnieu (Loire)
- Larochette (Saône-et-Loire)
- Vaugelas (Isère)
- Burnand (Saône-et-Loire)
- la Tourette, près l'Arbresle (Rhône)

#### Maisons et hôtels construits dans Lyon
- 1855 : Place de la Bourse, n°2
- Place de la Bourse, n°3
- 1855 : Place de la Platière, n°16
- 1857 : Rue Saint-Pierre, n°4
- 1818 : Place Bellecour, n°30 bis (maison de Murard)
- 1858 : Avenue de Noailles, n°2
- 1859 : Place des Cordeliers, n°3
- Place de la Bourse
- 1862 : Rue de l'Hôtel-de-Ville, n°3
- Rue de l'Hôtel-de-Ville, n°9
- 1873 : Quai d'Occident, n°5 (maison Bonnardel)
- 1890 : Rue Tronchet
- Rue Childebert
- Rue Constantine, n°14

Et neuf autres maisons dans divers quartiers de la ville.

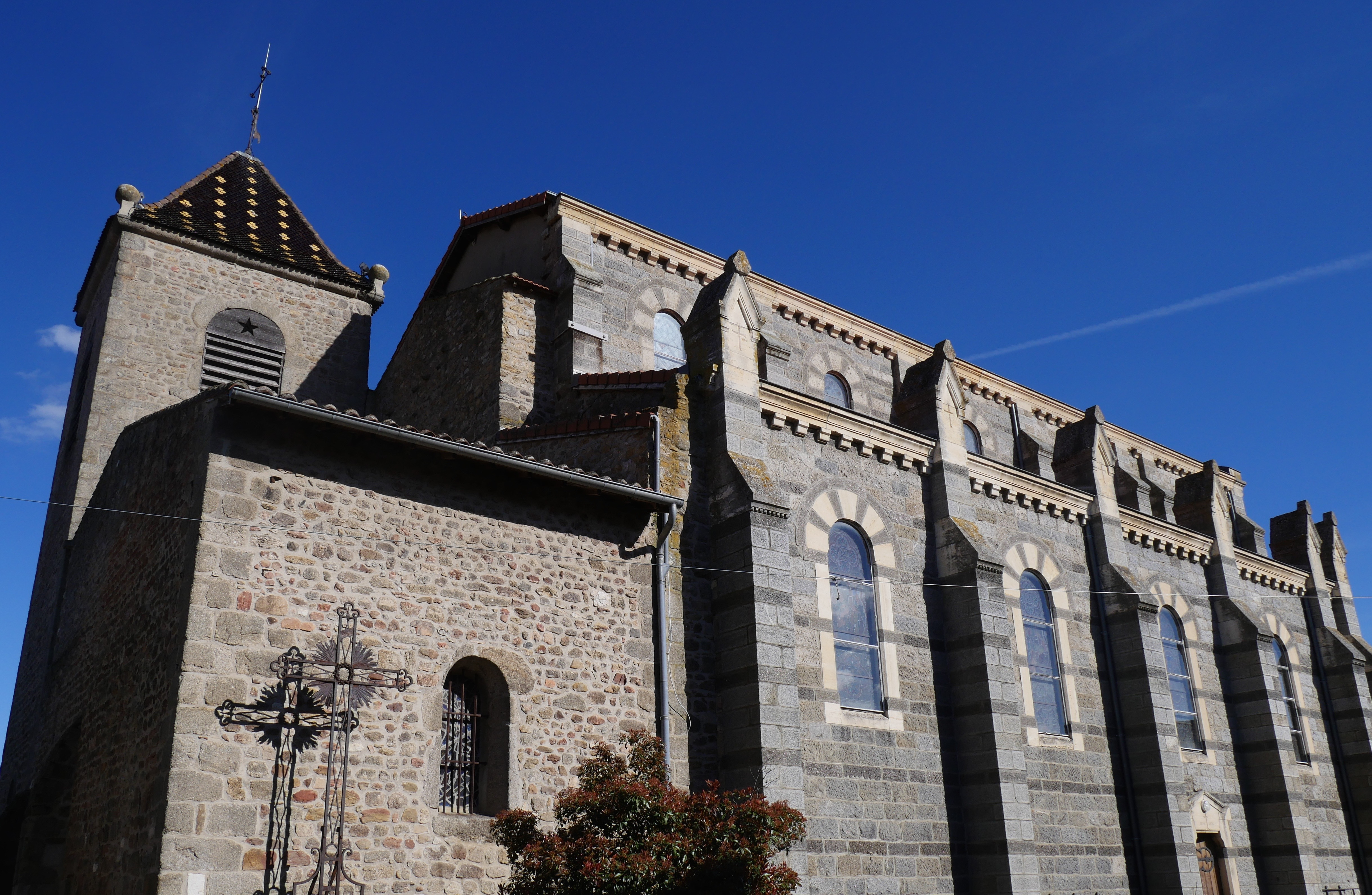
Église de Messimy.
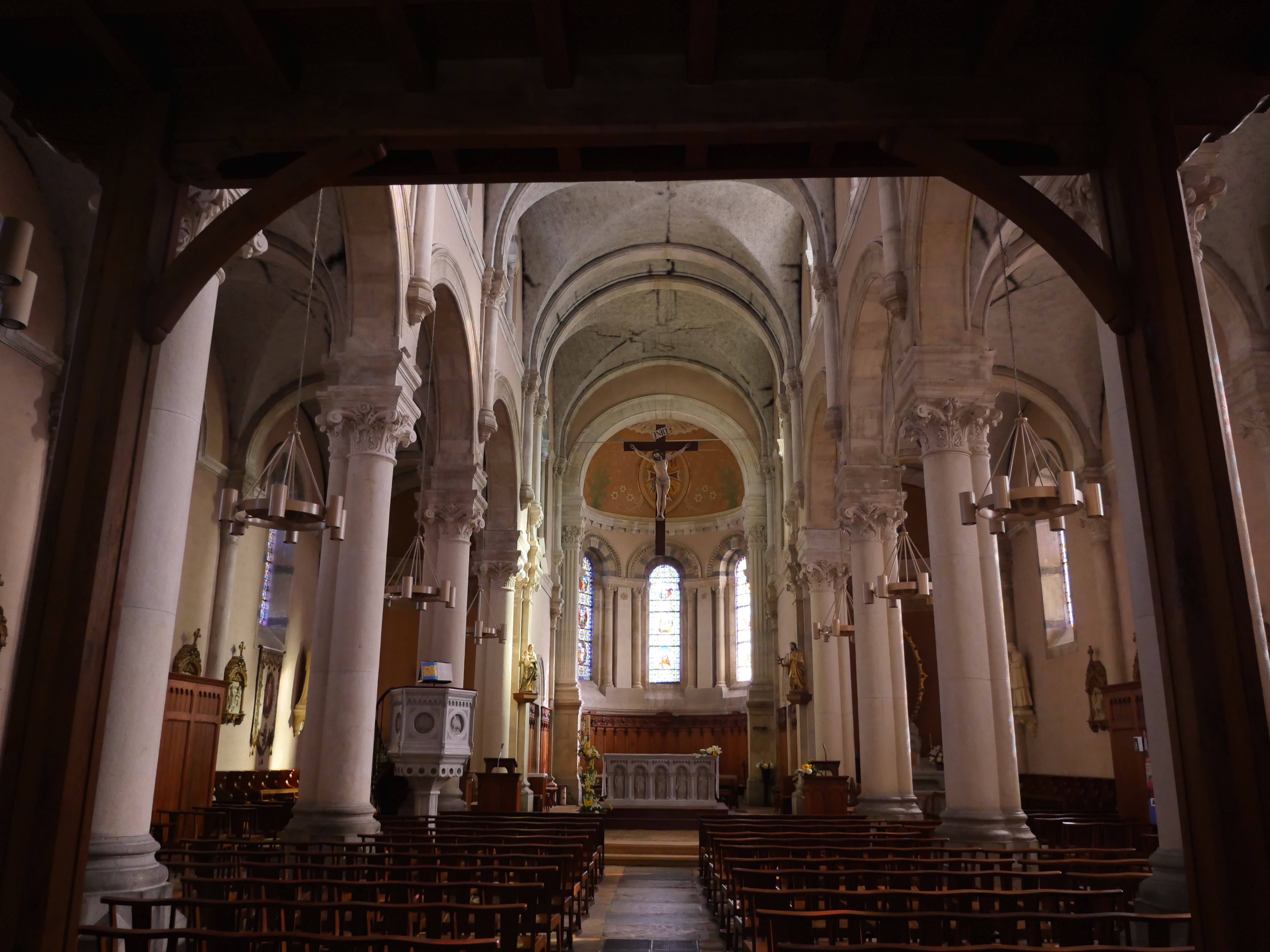
Intérieur de l'église de Messimy.
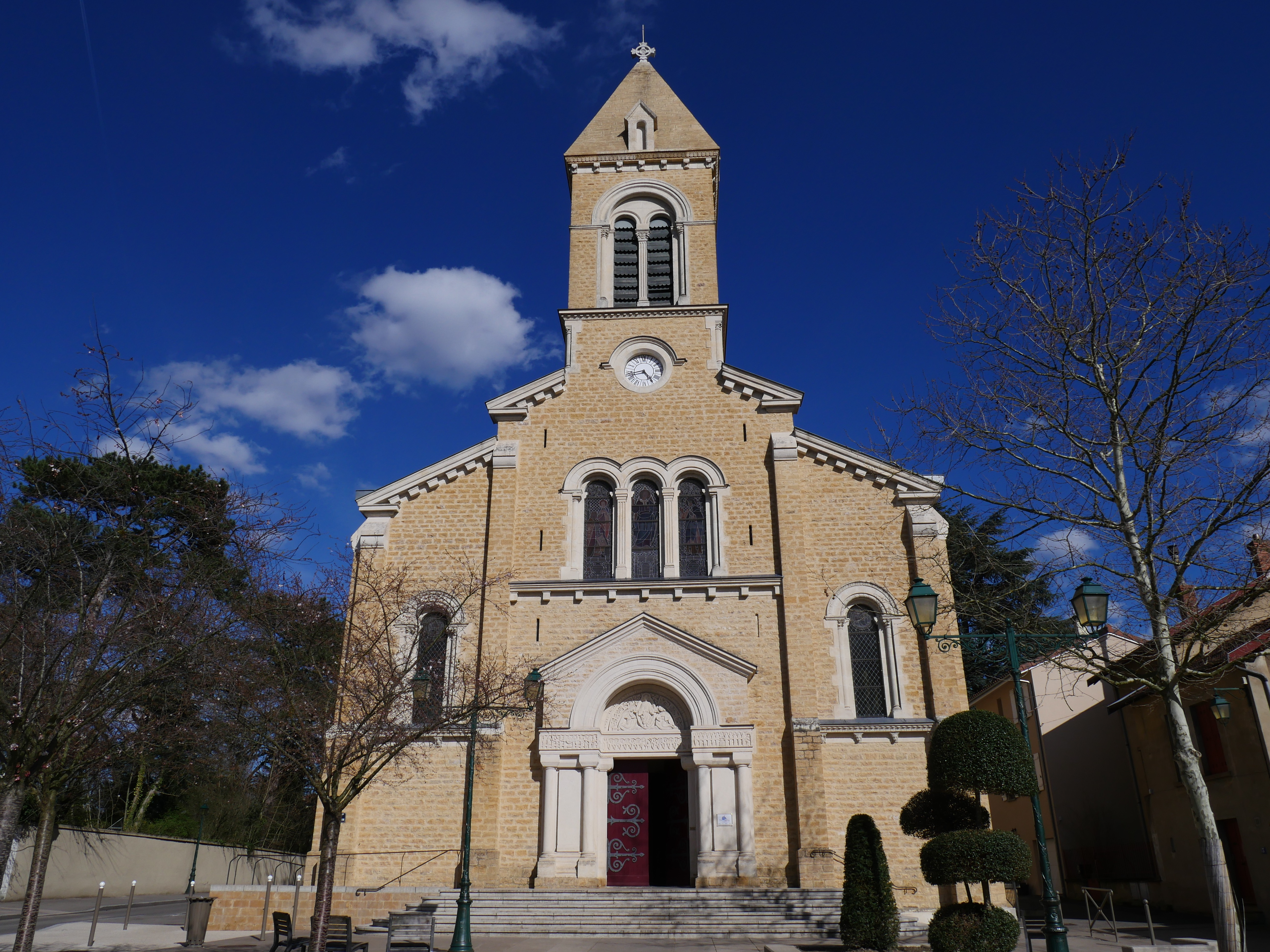
Église de Tassin.
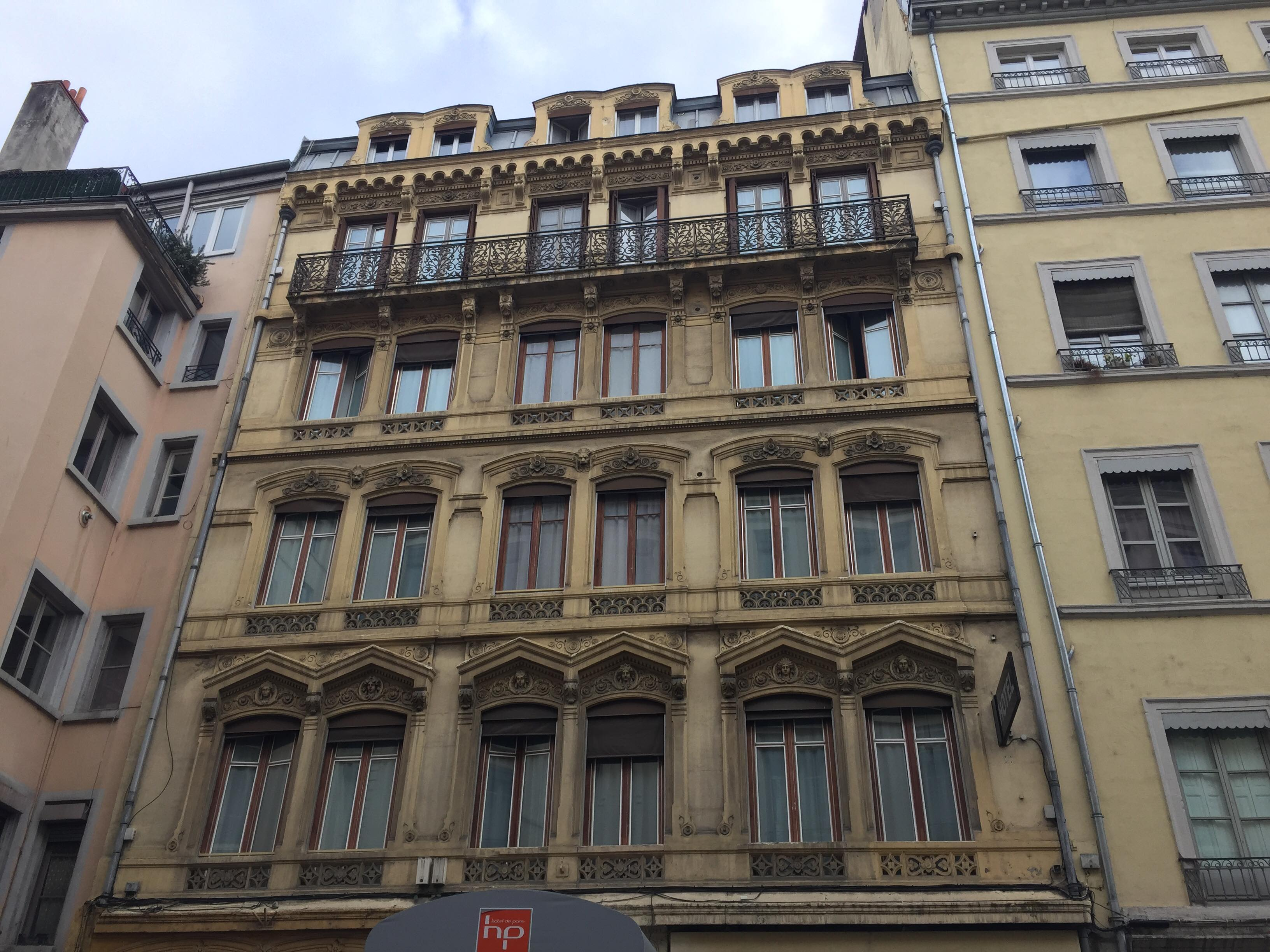
Maison de Louis Bresson, Hôtel de Ville.
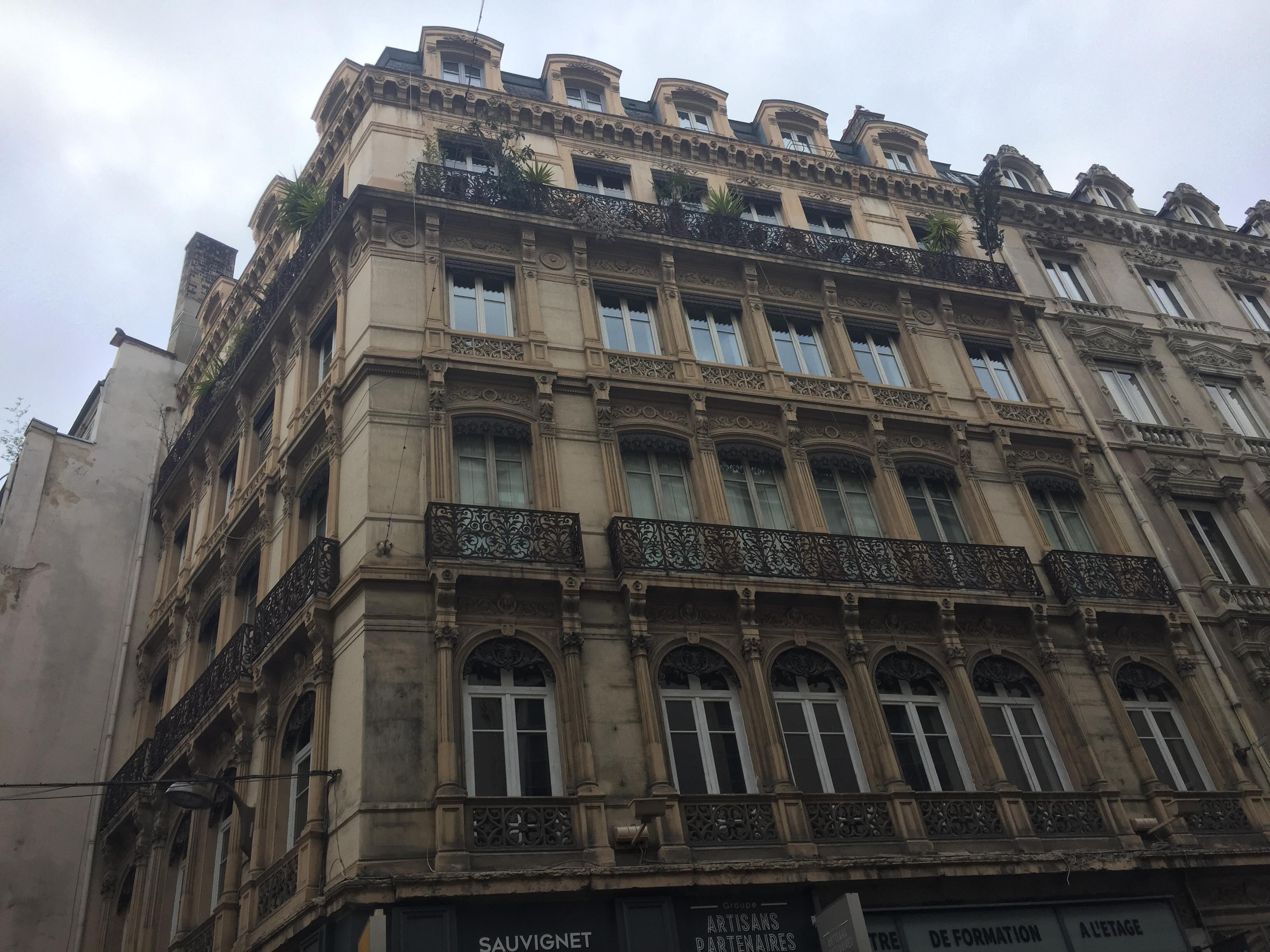
Maison de Bresson, Hôtel de Ville.

## Distinction
- Admis à la Société académique d'architecture de Lyon le 5 janvier 1850, il en deviendra président de 1877 à 1878[9] ;
- Membre de l'Académie des sciences, belles-lettres et arts de Lyon[9],[10] ;
- Membre de la Société linnéenne de Lyon[9] ;
- Membre fondateur de la Société de topographie historique de Lyon[9] ;
- membre de la Société centrale des architectes français en 1877[9].

## Sources et références

### Sources
- Denis Galindo et Dominique Varry (dir.) (thèse de doctorat en histoire d'art contemporaine), La société des bibliophiles lyonnais (1885-1914), Cénacle d'amis des livres, Société savante et association d'éditeurs amateurs en province sous la Troisième république, coll. « Érudition et Bibliophile en France au XIXe siècle », 2008. [11]
- Charles Flachet, Louis Bresson, architecte, notice biographique, 1896, 19 p. [12]